# Grace Leboy
Grace Leboy Kahn (Brooklyn, Nova York, 22 de setembre de 1890 - Los Angeles, Califòrnia, 24 de maig de 1983) va ser una compositora estatunidenca. Va publicar també amb els noms de Grace LeBoy i Grace Kahn.

## Biografia
Nascuda a Brooklyn, Leboy va ser un músic precoç, començant a treballar com a pianista als quinze anys i assolint una certa fama als divuit, amb la seva cançó I Wish I Had A Girl. Als vint-i-un anys va aconseguir estrenar cançons a Broadway, en l'obra Jumping Jupiter. Intèrprets notables de la seva època van gravar les seves cançons i composicions. Les lletres de moltes de les seves cançons van ser escrites per Gus Kahn (1886-1941), amb qui es va casar el 1916. Van ser pares de Donald Gustave Kahn (17 de juliol de 1918 – 11 d'abril de 2008) i d'Irene Cecile Kahn (1922–1983). Grace va ser interpretada per Doris Day a I'll See You in My Dreams, una pel·lícula que retrata les vides i els temps de Leboy i Kahn.
Va morir, viuda des de feia més de quaranta anys, al Centre Mèdic Cedars-Sinai de Los Angeles. La seva filla Irene Kahn Atkins (casada amb Leonard Atkins) havia mort uns dies abans a Atenes, el 6 de maig de 1983. Abans de casar-se amb Leonard Akins, havia estat casada (entre 1943 i 1960) amb Arthur Marx, fill del famós actor Grouxo Marx.

## Composicions seleccionades
- Are You Lonesome[10] 1909
- Bring Along Your Dancing Shoes[11] 1915
- Dublin Bay[12] 1912
- Early In The Morning (Down On The Farm)[13] 1916
- Everybody Rag With Me[14] 1914
- The Good Ship Mary Ann[15] 1914
- Henry, oh Henry[16] 1912
- I Wish I Had A Girl[17] 1907
- I'm awfully afraid of girls[18] 1910
- I'm on the jury[19] 1913
- It all goes up in smoke[20] 1910
- It's touch when Izzy Rosenstein loves Genevieve Malone[21] 1910
- June, July and August[22] 1909
- Just wond'ring, vals cançó 1927
- Lazy Day[23] 1932
- Love and Springtime[24] 1914
- Make a noise like a hoop and roll away
- Moonlight on the Mississippi[25] 1913
- Music vot's music must come from Berlin
- My heart keeps right on beating[26] 1911
- Oh how that woman could cook[27] 1914
- On the 5:15[28]
- Pass The Pickles, tango 1913[29]
- Pretty soft for me[30] 1909
- Roses at Dawning
- Say boys! I've found a girl[31] 1909
- Soap-bubble Days[32] 1910
- Think Of Me (I'll Be Thinking Of You)
- Those Olden Golden Days of Long Ago (lletra de Daisy Sullivan) 1917
- To The Strains Of That Wedding March[33] 1910
- 'Twas Only A Summer Night's Dream = Solo Fué Un Sueño En Noche De Verano 1932
- You and I Cupid[34] 1910
- (You're always sure of) My love for you[35] 1930
- Will you always call me honey[36] 1908
- Will You Be Sorry?[37] 1928
- What's the use of moonlight[38] 1909
- When Jack Came Sailing Home Again[39] 1911